# The Sacrament
Pour plus de détails, voir Fiche technique et Distribution.
The Sacrament est un film d'horreur américain de 2013 réalisé par Ti West.
Le film s'inspire librement de la fin tragique du Temple du Peuple.

## Synopsis
Patrick reçoit une invitation à rejoindre sa sœur Caroline installée à Eden Parish, une communauté religieuse autonome isolée au cœur d'une forêt et dirigée par un chef charismatique surnommé « Père ». Accompagné de deux amis journalistes caméra aux poings, Patrick soupçonne que sa sœur Caroline soit sous l'emprise d'une secte. Les premières interviews présentent une communauté heureuse de ses choix de vie, d'isolement et de partage. Mais cet apparent petit paradis va très vite sombrer dans l'horreur...

## Fiche technique
- Réalisateur : Ti West
- Scénario : Ti West
- Producteur : Eli Roth
- Musique : Tyler Bates
- Directeur de la photographie : Eric Robbins
- Genre : Horreur
- Durée : 95 minutes

## Distribution
- Kentucker Audley : Patrick
- Amy Seimetz : Caroline
- Joe Swanberg : Jake
- A.J. Bowen : Sam
- Gene Jones : « Père »
- Kate Lyn Sheil : Sarah
- Christian Ojore Mayfield : pilote de l'hélicoptère